# 吳靄儀
吳靄儀（英語：Margaret Ng Ngoi-yee，1948年1月25日—），香港執業大律師，衛奕信任內中央政策組官方智囊（1989-90），前香港立法會法律界功能組別議員。吳靄儀是前香港公民黨黨員，已歸化英國籍。
事業以英語時事評論起家。美國波士頓大學西洋哲學博士畢業（1976）後在報紙撰寫英語時事專欄，備受香港總督注目。就讀英國劍橋大學法學士（1983-85）期間擔任《明報》駐英國國會採訪香港前途談判的記者。其後升任《明報》副總編輯（1986-87）、《明報》督印人（1988-90）。1980年代在專欄連載點評《明報》創辦人金庸的武俠小說，結集成多本書，是研究金庸小說的先驅。

## 生平

### 家世
祖父原籍廣東東莞，在廣州跟孫中山搞革命，被通緝逃難至香港，在九龍開醫館，專治眼科。沙田大圍一帶有很多姓吳的，有些是香港原居民，與她祖父沒直接親戚關係，但總有些關連，祖父搬入大圍，與兒子建了幾棟房子。父親在抗日戰爭期間是香港英軍服務團的輔助空軍。
吳靄儀在大圍住到十歲。在香港農村成長，令她常常自覺是「鄉下妹」，「永遠有種假冒身份的感覺」，但又不算是真正的農村人，因為村裡的香港原居民沒有真正接受他們為一份子。她媽媽原是城市女子，在跑馬地長大，不留辮，會燙髮；跟鄉間其他女子不同，媽媽識字，村民有事會找她，在村裏有特殊地位。據沙田區議會的《沙田文物志》，吳靄儀父親因為長期在香港新界生活，通過入圍酒儀式，後來被新界沙田大圍村民當成大圍村民。

### 小學與中學
小學讀大埔官立小學（1959年小六）。小學老師是由中國大陸來的文人，對中國傳統文化有理想，經歷大陸河山變色，竭力保存中華文化。吳靄儀自小愛上國文課，作文的作業出色，又熱愛詩詞歌賦，覺得自己身負民族大任。經統一派位，初中分配至天主教女校聖保祿學校，舉家隨之搬到北角。聖保祿學校的A班、B班是由圣保禄天主教小学直升上去的富家女媛，瞧不起吳靄儀這些經統一派位進去的C、D班；而聖保祿學校用全英語授課，令她的中文所學表達不出來。她自言「鄉下妹去到聖保祿，好淒涼」。初中的英語文學老師是英國人Mrs. Callaghan對她影響最深。「這老師是英國人，丈夫被聘請來港工作，她便到中學教書，同樣情況在當時頗常見」。1959-62年麥理浩（後來的港督）調任香港總督政治顧問，其妻麥理浩勳爵夫人也在聖保祿學校教家政，曾喝罵隔壁的那一班——吳靄儀那一班太吵。吳靄儀於1964年中五畢業。
香港蘋果日報評論「在這時代的契機，她得到最好的教育。大陸南來的知識分子，帶着國學根底、民族大義來殖民地避禍；與此同時，眾多英國人來港打工，帶來了許多英國太太。兩種南轅北轍的人，都當起老師來，為香港培養出一代精英。這個光景，恐怕不能重複了。」

### 大學哲學系
香港大學文學院哲學系由牛津學派主導，為吳靄儀不喜。他聽師兄談及已離職的Joseph Agassi教授，由此在港大本科、碩士畢業後，博士赴美國投奔Joseph Agassi。

### 報紙業與公職
1976年博士畢業，在香港大學亞洲研究中心任職行政助理至1982年。
1978年秋，香港大學同學詹德隆在《南華早報》撰寫時事專欄。另一英文報章《英文虎報》總編輯請他跳槽，他婉拒了，改介紹了吳靄儀替代。她第一篇評論是香港房價。
1979年，新界事務司鍾逸傑想在18個香港新市鎮成立婦女互助組織賢毅社，其助手劉李麗娟是晚吳藹儀兩屆的港大學妹，她找吳藹儀複閱賢毅社的憲章，由此第一次與香港政府打交道。1980年，吳藹儀受委任為沙田區諮詢委員會（後來的沙田區議會）委員。吳藹儀自評「我既是出生於沙田大圍村『土著』，又『學業有成』，英語流利，當然很有資格參與沙田發展事務了。」由於過份較真，不肯做橡皮圖章，令官員怨聲載道。有次審議沙田大會堂及沙田公共圖書館的設計書，吳藹儀堅持要先看建築圖則，吳藹儀記述「官員表面有禮貌，但背後埋怨我是外行人指點內行人，不過圖則總是讓我看了」。沙田鄉紳的飲宴應酬令她生厭，委員一職她不再連任。

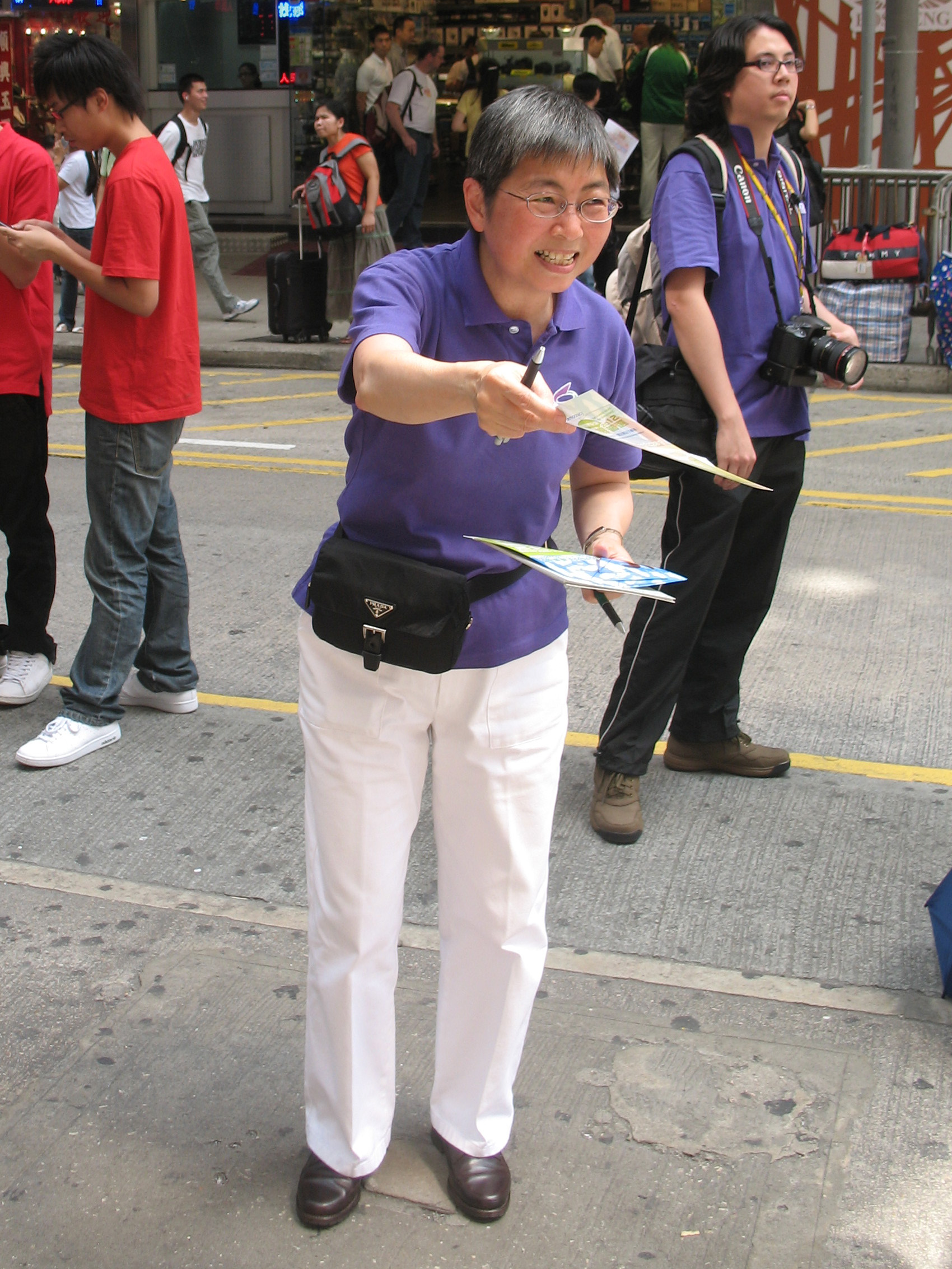
吳靄儀於銅鑼灣宣傳創世界紀錄，撐一二普選活動

1982年初在《南華早報》每週發表“The Margaret Ng Column”，就在社評旁邊，位置顯著。欄目在《南華早報》與《英文虎報》合共連載二十多年。
約1983年，擔任香港廉政公署社區關係市民諮詢委員會委員，負責過目廉政公署的宣傳影片或海報的擬稿。在委員會上初次認識了《明報》創辦人查良鏞，他邀請吳藹儀加入《明報》。。
1982年初，受聘於美國大通銀行亞太區的內部通訊組，人生第一次離開了大學。但不喜銀行工作，1983年中考入剑桥大学罗宾逊学院法學系，選法律是因為哲學系謀生不佳；由於已有博士學位，直接跳讀大二。本打算清貧留學，但留學英國時為《明報周刊》寫專欄，數次代表《明報》到倫敦採訪英國下議院辯論香港前途問題及香港立法局議員訪英的新聞，稿費異常優厚。1985年畢業。1988年獲香港大律師執業資格。

### 港督的民意收集對象
港督麥理浩重視香港年輕精英，以英文書寫的時事評論員又甚為罕有，所以麥理浩不時約飯，吳靄儀、詹德隆等都是座上客。後來尤德接任港督，為了收集中英前途談判的香港民意，吳靄儀是約見對像之一。吳靄儀評論「我們那一代的影響力，與今天最大的分別──那時候的港督是話事（能說了算）的，不是任英國指點。港督話得事，而你可以影響話得事的人。今日的人話不到事（說不了算），你亦無法影響她，所以覺得無力。」

### 1983-84年對香港獨立的立場
吳靄儀在1983年12月號《明報月刊》和1984年3月《南華早報》（英語）發表兩篇贊同香港獨立的文章，後來在2016年起被香港傳媒翻出來談論。

### 立法會議員時期（1995-2012）

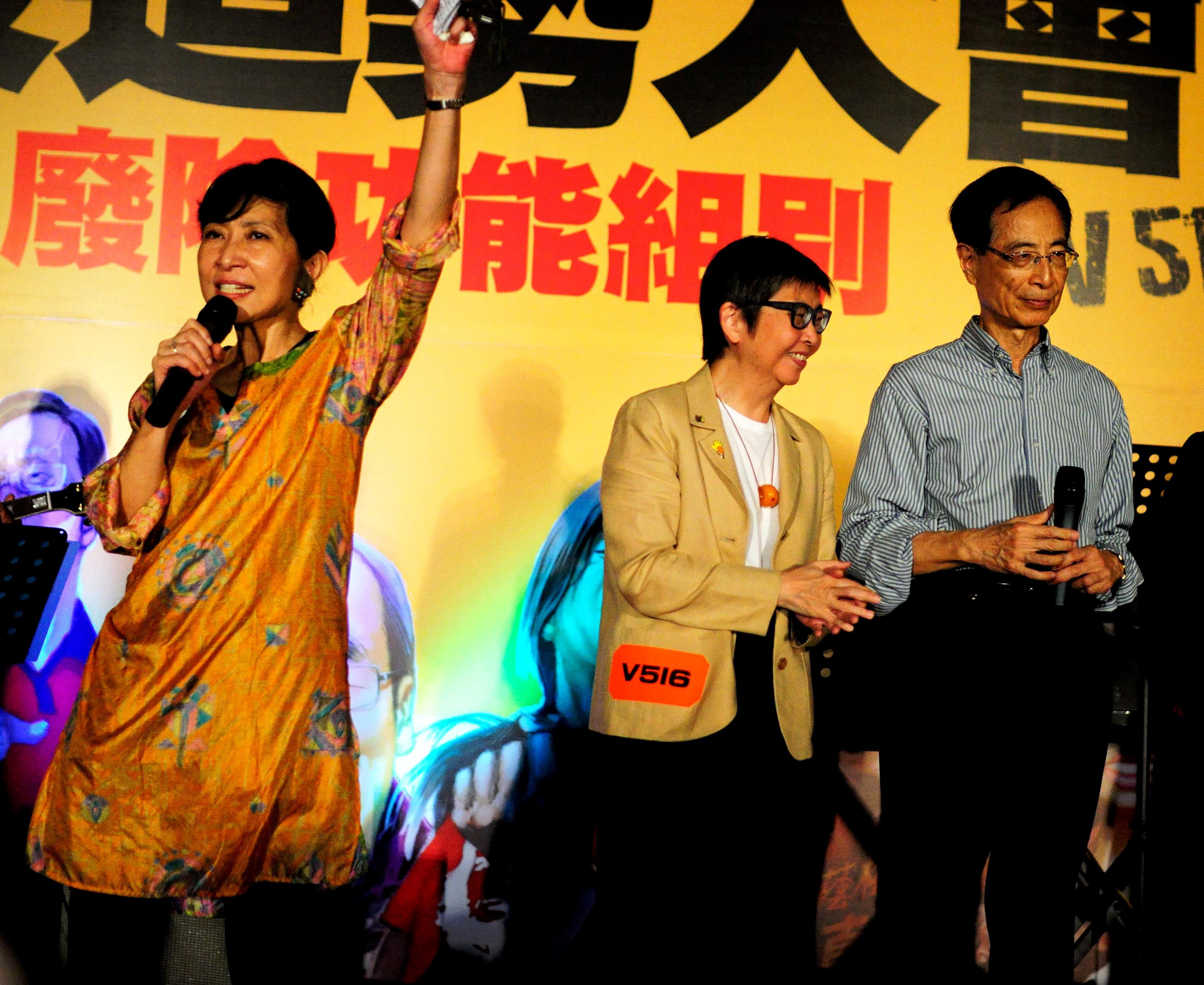
毛孟靜、吳靄儀和李柱銘在2010年五區公投爭取真普選大會上

1995年以獨立人士身分參選香港立法局功能界別法律界議席，以723票當選，正式開始議員生涯。2003年，吳靄儀加入廿三條關注組，並於2004年香港立法會選舉以此名義參選，成功爭取連任。2006年，公民黨成立，吳隨即加入。
2007年，立法會審議《深圳灣口岸港方口岸區條例草案》撥款，普遍認為是技術條文，吳靄儀察覺到草案籍機推行一地兩檢之虞，在2007年4月26日會議第一個指出。後來廣深港高速鐵路香港段果真推行一地兩檢，獲傳媒追封為第一個警告一地兩檢的人。
2008年，吳靄儀萌生去意，但最終參選並連任。2012年，吳靄儀卸任，由新人郭榮鏗代表公民黨角逐香港立法會法律界議席，結束議會生涯。

### 國安法案件

#### 818集會案
2019年8月18日參與「煞停警黑亂港 落實五大訴求」集會，在2020年4月18日被捕及被起訴，罪名是「組織及參與一個違反《公安條例》的未經批准集結」，同日保釋。吳靄儀說活了72年，首次經歷整個拘捕及被起訴的程序，即使作為大律師，若非有律師團隊幫忙，也會感到無助。案件於2021年2月16日在西九龍法院開審，吳靄儀为被告之一，但否認控罪。最終於2021年4月1日，吳靄儀非法集结罪被判成立，判囚12個月，緩刑2年。其後吳靄儀與李柱銘、梁國雄等7名被告不服定罪和刑罰，提出上訴，2022年11月28日於高院處理許可申請。上訴方指，「組織」是指「事前」準備，沒有證據顯示各被告有份組織，又以韓國梨泰院、香港蘭桂坊的人踩人事件為例，指出「流水式」集會協助疏散人群，亦有其重要性。上訴庭最終於2023年8月14日頒下判詞，裁定7人「組織未經批准集結」罪上訴得直，其中刑期尚未服畢的黎智英、李卓人、梁國雄、何秀蘭獲減刑3至6個月，而「明知而參與未經批准集結」罪的上訴則全數駁回。吳靄儀又上訴至終審法院，又被終審法院駁回。

#### 立場新聞案
2021年12月29日凌晨6時許，香港警務處國家安全處展開行動，拘捕《立場新聞》現任或前任高層，包括前總編輯鍾沛權、周達智、吳靄儀、方敏生、何韻詩和林紹桐，均涉嫌違反《刑事罪行條例》第9及10條串謀發布煽動刊物罪。警方亦到被捕人士的處所進行搜查。

#### 612基金案
2022年5月11日，警方國安處以涉嫌「勾結外國勢力罪」逮捕612人道支援基金五名信託人許寶強、吳靄儀、何秀蘭、陳日君及何韻詩。
2022年11月25日，五名信託人及秘書被西九龍裁判法院裁定犯「沒有在指明時限內申請註冊或豁免註冊社團」罪，五名信託人陳日君、吳靄儀、許寶強、何秀蘭及何韻詩各罰款4000元，秘書施城威罰款2500元。

### 對中國的情懷
吳靄儀在1983年寫「香港人對共產政治的看法在過去的十年二十年中經歷了不少變化，大致上說，印象是變得越來越好了，而中、港的關係也越來越密切、友好了；從五十六十年代的恐懼和口誅筆伐，逐漸變成容忍和接受。[...]但是，這並不表示這一代的香港人比以前更樂意在中國共產政權下生活。他們願意跟中國友善共存，互利互惠，但一旦重提被接管的可能性，香港人往日的抗拒就成了今日的反應了。」後來在2014年專訪講到「我都不能入境。1980年時還可以，2004年也獲批到過兩次。但我想說當中的一些分別，到大陸時每次見到官員級的人物都很討厭，但卻覺得百姓很親近，就算見到一些落後和簡陋的情況也不會覺得羞愧或不舒服，反而有家的感覺；但到外國看風景時卻不同，會覺得「別人的家很漂亮」。我以前也寫過一些相關的文章，說到我每次去外國都不會批評，而且變得很客氣，有一種當客人的心態。」

## 公職
- 香港廉政公署審查貪污舉報諮詢委員會-委員
- Justice─國際司法組織香港分會副主席
- 香港友愛會名譽會長

## 立法會投票記錄
- 1998年9月9日：贊成梁耀忠提出恢復將“抗日戰爭勝利紀念日”(即8月第三個星期一)訂為公眾假期的議案。 [29]
- 2000年5月10日：就曾鈺成提出之「反對台灣獨立」議案投下棄權票，為當時議會內唯一一位投棄權票之議員 [30]

## 獎項
2020年7月，獲得由美國律師協會頒授的國際人權獎。

## 著作

### 文學評論
| 《誰是大英雄》     | 香港：壹壹陸工作室有限公司 | 2024年 | ISBN 9789887029519 |
| 《金庸小說的男子》 | 臺北：遠流出版             | 1998年 | ISBN 9573234483    |
| 《金庸小說看人生》 | 臺北：遠流出版             | 1998年 | ISBN 9573234963    |
| 《金庸小說的女子》 | 臺北：遠流出版             | 1998年 | ISBN 9573234467    |
| 《金庸小說的情》   | 香港：明窗出版社           | 1997年 | ISBN 9623571992    |
| 《金庸小說的女子》 | 香港：明窗出版社           | 1997年 | ISBN 9623570899    |
| 《金庸小說的情》   | 香港：明窗出版社           | 1990年 |                    |
| 《金庸小說看人生》 | 香港：明窗出版社           | 1990年 |                    |
| 《金庸小說的女子》 | 香港：明窗出版社           | 1989年 | ISBN 9623570899    |
| 《金庸小說的男子》 | 香港：明窗出版社           | 1989年 | ISBN 9623571275    |

### 政治評論
| 《23條立法日誌》   | 香港：壹出版     | 2004年 | ISBN 9625777326 |
| 《知識分子的乳房》 | 香港：明報       | 1997年 | ISBN 9623579284 |
| 《在九七的這一邊》 | 香港：明報出版社 | 1996年 | ISBN 9623578768 |

### 個人記事作品
| 《拱心石下：從政十八年》 | 香港：牛津大學出版社 | 2018年 | ISBN 9780190825058 |
| 《整餅集》               | 香港：次文化有限公司 | 2011年 | ISBN 9789629922733 |
| 《良辰美景》             | 香港：次文化堂       | 2007年 | ISBN 962991699     |
| 《賞心樂事》             | 香港：次文化堂       | 2006年 | ISBN 9629921472    |
| 《我思・我在》           | 香港：明報出版社     | 1999年 | ISBN 9629733234    |
| 《何不用英文?》          | 香港：明窗出版社     | 1998年 | ISBN 9629730464    |
| 《吃喝玩樂》             | 香港：明報           | 1997年 | ISBN 9623579454    |
| 《七情六欲》             | 香港：明窗出版社     | 1992年 | ISBN 962357469     |
| 《容身處》               | 香港：明報           | 1991年 |                    |
| 《雨中的莫斯科》         | 香港：明報           | 1991年 |                    |
| 《燈火闌珊處》           | 香港：明窗出版社     | 1990年 | ISBN 9623571925    |
| 《劍橋歸路》             | 香港：明報出版社     | 1987年 | ISBN 9622201059    |

### 翻譯作品
| 《本是同根生：哲學的啟蒙課》 | 香港：壹壹陸工作室 | 2019年 | ISBN 9789887923787 |

## 軼事

### 金庸小說評論
1980年代在專欄連載點評《明報》創辦人金庸的武俠小說，結集成多本書，是研究金庸小說的先驅。
吳靄儀自言「書內有很多詩詞文學，那的確我有很多文學知識都是由金庸小說學來的，整篇的詩都是從那裏學會的。留學生特別愛看金庸，因為裏面能接觸到很多中國文化，當然你不可以太深究，因為你一深究就會質疑何以能這樣歪曲。」
金庸死後，第一個金庸迷座談會由《明報》前副總編輯吳靄儀主講，會上她同意金庸有「明君」思想，並特指《鹿鼎記》的韋小寶有忠君勤王的情節，康熙帝又反傳統地是書裡唯一的英雄。

### 「吳靄儀測試」
2018年11月，「吳靄儀測試」作為香港2000年代出生的一代對於1980-2012年代香港的文化界、新聞界、政界重要象徵人物的認識度測試，引起小範圍熱潮。

### 外部連結
圖集（年青照）
- 盧曼思. . 眾新聞. 2018-07-23  [2020-06-26]. （原始内容存档于2019-06-14）.

專訪
有關家世和童年
- 吳靄儀. . 香港蘋果日報.   [2018-07-24]. （原始内容存档于2018-07-24）.

有關哲學、讀書、金庸
- 劉細良.  (78期). 讀書好. 2014  [2020-06-06]. （原始内容存档于2014-10-09）. 全文轉載於. 新浪博客. 2014-03-21  [2020-06-06]. （原始内容存档于2020-06-05）.

有關從政
- 劉平. . 虛詞. 2018-08-23  [2020-06-06]. （原始内容存档于2020-06-06）.

其他
- 吳靄儀個人網頁
- 香港立法會：吳靄儀議員

| 政黨職務      | 政黨職務                    | 政黨職務      |
| ------------- | --------------------------- | ------------- |
| 前任： 梁家傑 | 公民黨副主席 2011年－2012年 | 繼任： 陳清僑 |